# Vlag van Molenwaard

Vlag van de gemeente Molenwaard
(tot 2019)

De vlag van Molenwaard is op onbekende datum omstreeks 2014 vastgesteld als de officiële gemeentelijke vlag van de Zuid-Hollandse gemeente Molenwaard. Het is een logovlag. Logovlaggen worden niet opgenomen in het vlaggenregister van de Hoge Raad van Adel omdat ze zich niet aan de regels van de vlaggenleer houden.
De Hoge Raad van Adel (HRvA) vermeldt in zijn jaarverslag over 2014 dat op 18 februari van dat jaar een verzoek om advies over een nieuw in te stellen gemeentevlag voor de gemeente Molenwaard werd ontvangen. Hierin werden twee ontwerpen vermeld die als volgt werden beschreven:
Eerste ontwerp: Twee banen wit en groen in een hoogteverhouding van 2 : 1 met een rode molen staande op de deellijn.
Tweede ontwerp: Twee banen groen en wit waarvan de lengte zich verhoudt als 1 : 7 met een rode molen op 5/8 van de vlaghoogte.
De HRvA gaf de voorkeur aan het eerste ontwerp, waarbij de hoogteverdeling overeenkwam met die van het wapenschild. De gemeente gaf de voorkeur aan een logovlag, die niet opgenomen kon worden in het vlaggenregister.
Molenwaard maakt sinds 1 januari 2019 deel uit van de gemeente Molenlanden. De vlag is daardoor als gemeentevlag komen te vervallen.

## Verwante afbeelding

Het wapen van Molenwaard

Alkemade 
· Ameide 
· Ammerstol 
· Arkel 
· Asperen 
· Benthuizen 
· Bergambacht 
· Bergschenhoek 
· Berkel en Rodenrijs 
· Bernisse 
· Binnenmaas 
· Bleiswijk 
· Bleskensgraaf en Hofwegen
· Bodegraven 
· Boskoop
· Brielle 
· Cromstrijen 
· De Lier 
· Delfshaven 
· Dirksland 
· Everdingen 
· Geervliet 
· Giessenburg 
· Giessenlanden
· Goedereede 
· Goudswaard 
· Graafstroom 
· 's-Gravendeel 
· 's-Gravenzande 
· Groot-Ammers
· Hagestein 
· Haastrecht 
· Hazerswoude 
· Heenvliet 
· Heerjansdam 
· Hei- en Boeicop
· Heinenoord
· Hellevoetsluis 
· Hillegersberg
· Jacobswoude
· Kamerik
· Korendijk
· Koudekerk aan den Rijn
· Krimpen aan de Lek
· Langerak
· Leerdam
· Leidschendam
· Leimuiden
· Lexmond
· Liemeer
· Liesveld
· Maasland
· Middelharnis
· Mijnsheerenland
· Moerhuizen
· Moerkapelle
· Molenwaard
· Monster
· Moordrecht
· Naaldwijk
· Nederlek
· Nieuw-Beijerland
· Nieuwerkerk aan den IJssel
· Nieuw-Lekkerland
· Nieuwpoort
· Nieuwveen
· Noordwijkerhout
· Nootdorp
· Numansdorp
· Oostflakkee
· Oostvoorne
· Oud-Alblas
· Oud-Beijerland 
· Oude-Tonge 
· Oudenhoorn 
· Ouderkerk 
· Ouderkerk aan den IJssel
· Overschie
· Piershil 
· Pijnacker 
· Poortugaal 
· Puttershoek 
· Reeuwijk 
· Rhoon 
· Rijnsaterwoude 
· Rijnsburg 
· Rijnwoude 
· Rockanje 
· Rozenburg 
· Sassenheim 
· Schelluinen 
· Schipluiden 
· Schoonhoven 
· Schoonrewoerd 
· Sommelsdijk 
· Spijkenisse 
· Streefkerk 
· Strijen 
· Ter Aar 
· Valkenburg 
· Vianen 
· Vierpolders 
· Vlist 
· Voorburg 
· Voorhout 
· Warmond 
· Wateringen 
· Westmaas 
· Westvoorne 
· Woerden 
· Woubrugge 
· Zederik 
· Zevenhoven 
· Zevenhuizen 
· Zevenhuizen-Moerkapelle 
· Zuid-Beijerland 
· Zuidland 
· Zwammerdam 
· Zwartewaal